# 가시와라역
가시와라역(일본어: 柏原駅, かしわらえき 카시와라에키[*])은 일본 오사카부 가시와라시에 위치한 서일본 여객철도의 역이다.

## 역 구조
2면 4선의 지상역으로 교상 역사를 가지고 있다. 1번 승강장은 긴키 닛폰 철도가, 2 ~ 4번 승강장은 서일본 여객철도가 사용한다. 양 노선 모두 이코카 및 제휴 교통카드의 사용이 가능하다.

### 승강장
| 1 | N 긴키 닛폰 철도 도묘지 선 | 상행      | 도묘지 방면                    |
| 2 | ■ 야마토지 선              | 하행 본선 | 덴노지 · JR 난바 · 오사카 방면 |
| 3 | ■ 야마토지 선              | 하행      | 덴노지 · JR 난바 · 오사카 방면 |
| 3 | ■ 야마토지 선              | 상행      | 오지 · 나라 · 다카다 방면      |
| 4 | ■ 야마토지 선              | 상행 본선 | 오지 · 나라 · 다카다 방면      |

## 역사
- 1889년 5월 14일: 오사카 철도의 역으로서 개업.
- 1892년 2월 2일: 오사카 철도의 가시와라 역을 중심으로 한 연장 사업에 따라 미나토마치 ~ 나라 간의 연결 완료.
- 1898년 3월 24일: 가요 철도가 가시와라 ~ 후루이치 간에 개업.
- 1899년 5월 10일: 가요 철도가 노선을 가난 철도에 양도.
- 1900년 6월 6일: 간사이 철도가 초대 오사카 철도의 노선을 양도받았다.
- 1907년 10월 1일: 간사이 철도역의 국유화에 따라 일본국유철도의 소속이 되었다.
- 1909년 10월 12일: 선로 명칭 제정에 따라 간사이 본선의 소속이 되었다.
- 1919년 3월 8일: 가와치 철도가 오사카 철도 (제2대)로 사명을 변경
- 1944년 6월 1일: 간사이 급행 철도를 거쳐 긴키 닛폰 철도가 오사카 철도 노선을 인수하였다.
- 1987년 4월 1일: 민영화에 따라 서일본 여객철도의 소속이 되었다.
- 2003년 11월 1일: 이코카의 사용이 개시되었다.
- 2007년 3월 24일: 교상 역사 사용 개시.

## 인접정차역
| 서일본 여객철도 간사이 본선        | 서일본 여객철도 간사이 본선 | 서일본 여객철도 간사이 본선 |
| ---------------------------------- | --------------------------- | --------------------------- |
| 다카이다 가모 방면                 | ■ 야마토지 선 보통          | 시키 오사카 방면            |
| 긴키 닛폰 철도 도묘지 선           |                             |                             |
| N16 가시와라미나미구치 도묘지 방면 | N 도묘지 선                 | 시·종착역                   |